# HMS Heythrop (L85)
«Хітроп» (L85) (англ. HMS Heythrop (L85) — військовий корабель, ескортний міноносець типу «Хант» «II» підтипу Королівського військово-морського флоту Великої Британії за часів Другої світової війни.
«Хітроп» був закладений 18 грудня 1939 року на верфі компанії Swan Hunter, в містечку Волсенд. 21 червня 1941 року увійшов до складу Королівських ВМС Великої Британії.